# Seznam osebnosti iz Občine Vransko
Seznam osebnosti iz Občine Vransko vsebuje osebnosti, ki so se tu rodile, delovale ali umrle.

## Vojska in politika
- Anton Perko,  častnik vojne mornarice in slikar  (1833, Vransko – 1905, Dubrovnik)
- Ljuban Jakše, novinar, komunist, partizan in prvoborec (1912, Vransko– 1993)
- Franc Sušnik, župan

## Gospodarstvo in pravo
- Josip Zdolšek, pravnik (1876, Ponikva – 1932, Vransko)
- Franc Farčnik, rudar in predvojni komunist (1899, Vransko – 1942, Grad Borl)
- Jože Kolar, gradbeni inženir in univerzitetni profesor (1924, Vransko – 1991, Ljubljana)

## Šolstvo
- Peter Musi, pedagog, bibliotekar, kmetovalec, hranilničar (1799, Vransko – 1875, Šoštanj)
- Armin Gradišnik, šolnik (1858, Vransko – 1921, Laßnitzhöhe)

## Zdravstvo
- Mihael Bergmann, zdravnik in hmeljar (1850, Vransko – 1911, Gradec)
- Anton Cizelj, zdravnik (1890, Vransko – 1960, Ljubljana)

## Humanistika in znanost
- Anton Zupan, stenograf (1843, Vransko – 1894, Vransko)
- Lavoslav Schwentner, prvi sodobni založnik (1865, Vransko – 1952, Vransko)
- Anton Svetina mlajši, zgodovinar in pravnik (1891, Vransko – 1987, Ljubljana)
- Albin Seliškar, fiziolog in jamar (1896, Vransko – 1973, Ljubljana)

## Religija
- Luka Sevšek, duhovnik in pesnik (1810, Vransko – 1881, Artiče)

## Umetnost
- Viktor Lipež, pisatelj (1835, Vransko – 1902, Vransko)

## Drugo
- Dolfe Cizej, agronom (1915, Vransko – 2001, Maribor)
- Ludvik Pikl, lastnik domačije pri Knežari, zbiratelj